# 미나미다니촌 (돗토리현)
미나미다니촌(南谷村)은 돗토리현에 있던 촌이다. 현재의 구라요시시의 일부에 해당한다.

## 역사
- 1889년 10월 1일 - 정촌제 시행에 의해 구메군 야오쿠리촌이 성립하였다.
- 1896년 4월 1일 - 군 통합에 의해 도하쿠군에 소속되었다.
- 1953년 4월 1일 - 야오쿠리촌, 야마모리촌과 합병. 정으로 승격해 세키가네정이 신설되어 폐지되었다.

## 교통

### 철도
- 1914년 철도성 구라요시선 세키가네역이 개통되었다.

## 참고문헌
- 角川日本地名大辞典 31 鳥取県
- 『市町村名変遷辞典』東京堂出版、1990年。